# Pachycheles
Pachycheles (лат.) — род морских неполнохвостых десятиногих ракообразных из семейства Porcellanidae надсемейства Galatheoidea. Внешне напоминают настоящих крабов. У них сплюснутое тело как приспособление для жизни в расщелинах скал. Они легко теряют конечности при нападении. Потерянная конечность может вырасти снова в течение нескольких линек. Имеют большие клешни, которые используются для борьбы за территорию, а не для ловли добычи. Их можно отличить от настоящих крабов по кажущемуся количеству ходильных ног (три вместо четырех пар; четвертая пара редуцирована и прижимается к панцирю), а также длинным усикам. Брюшко длинное, сложено под карапаксом и может свободно двигается.

## Биогеография и экология
Обитают во всех океанах мира, кроме Северного Ледовитого океана и Антарктики. Часто встречаются под камнями, их часто можно встретить и наблюдать на каменистых пляжах и береговых линиях: они в испуге убегают, если поднять камень. Питаются, фильтруя планктон и другие органические частицы из воды с помощью длинных щетинок (структур, похожих на перистые волосы или щетинки) на ротовом аппарате. Они безвредны для человека, объектами промысла не являются, их охранный статус не определён.

## Виды
На март 2024 года в род включают следующие виды:
- Pachycheles ackleianus A. Milne-Edwards, 1880
- Pachycheles attaragos Harvey & De Santo, 1997
- Pachycheles barbatus A. Milne-Edwards, 1878
- Pachycheles bellus (Ozorio, 1887)
- Pachycheles biocellatus (Lockington, 1878)
- Pachycheles calculosus Haig, 1960
- Pachycheles chacei Haig, 1956
- Pachycheles chilensis Carvacho Bravo, 1968
- Pachycheles chubutensis Boschi, 1963
- Pachycheles coelhoi de Azevedo Ferreira & Tavares, 2019
- Pachycheles crassus (A. Milne-Edwards in de Folin & Périer, 1869)
- Pachycheles crinimanus Haig, 1960
- Pachycheles cristobalensis Gore, 1970
- Pachycheles garciaensis (Ward, 1942)
- Pachycheles granti Haig, 1965
- Pachycheles greeleyi (Rathbun, 1900)
- Pachycheles grossimanus (Guérin, 1835)
- Pachycheles hertwigi Balss, 1913
- Pachycheles holosericus Nininger, 1918
- Pachycheles johnsoni Haig, 1965
- Pachycheles laevidactylus Ortmann, 1892
- Pachycheles marcortezensis Glassell, 1936
- Pachycheles meloi de Azevedo Ferreira & Tavares, 2017
- Pachycheles monilifer (Dana, 1852)
- Pachycheles natalensis (Krauss, 1843)
- Pachycheles panamensis Faxon, 1893
- Pachycheles pectinicarpus Stimpson, 1858
- Pachycheles pilosus (H. Milne Edwards, 1837)
- Pachycheles pisoides (Heller, 1865)
- Pachycheles pubescens Holmes, 1900
- Pachycheles riisei (Stimpson, 1859)
- Pachycheles rudis Stimpson, 1859
- Pachycheles rugimanus A. Milne-Edwards, 1880
- Pachycheles sahariensis Monod, 1933
- Pachycheles sculptus (H. Milne Edwards, 1837)
- Pachycheles serratus (Benedict, 1901)
- Pachycheles setiferous Yang, 1996
- Pachycheles setimanus (Lockington, 1878)
- Pachycheles spinidactylus Haig, 1957
- Pachycheles spinipes (A. Milne-Edwards, 1873)
- Pachycheles stevensii Stimpson, 1858
- Pachycheles subsetosus Haig, 1960
- Pachycheles susanae Gore & Abele, 1974
- Pachycheles tomentosus Henderson, 1893
- Pachycheles trichotus Haig, 1960
- Pachycheles tuerkayi Werding & Hiller, 2017
- Pachycheles velerae Haig, 1960
- Pachycheles vicarius Nobili, 1901